# Nissan X-Trail
La Nissan X-Trail è un'autovettura SUV prodotta dalla casa automobilistica giapponese Nissan Motor e presente sul mercato dal 2001.

## Prima serie (2001-2006)
La Nissan X-Trail viene prodotta e messa in commercio nel 2001 con la versione denominata T30.
Ha un selettore (2WD-AUTO-LOCK) che permette la selezione della modalità di trazione dalle 2 ruote motrici anteriori, alla modalità "AUTO" che gestisce elettronicamente la trazione 4WD sulle quattro ruote, alla modalità "LOCK" con 4 ruote motrici e blocco del differenziale per una migliore trazione in condizioni critiche (funzione attiva fino a 40 km/h).
Per quanto riguarda la sicurezza automobilistica, la X-Trail prima serie è stata sottoposta al crash test dell'Euro NCAP nel 2002, ottenendo il risultato di 4 stelle.

### Modelli e motorizzazioni
| Wild              | 2.0 16V Benz 140 CV                     | 2.2 TD Di 114 CV | 2.2 dCi 136 CV |
| Wild 4x2          |                                         |                  | 2.2 dCi 136 CV |
| Sport             |                                         | 2.2 TD Di 114 CV | 2.2 dCi 136 CV |
| Sport Columbia    |                                         |                  | 2.2 dCi 136 CV |
| Elegance          | 2.0 16V Benz 140 CV 2.5 16V Benz 160 CV | 2.2 TD Di 114 CV | 2.2 dCi 136 CV |
| Elegance Columbia |                                         |                  | 2.2 dCi 136 cv |

## Seconda serie (2007-2014)

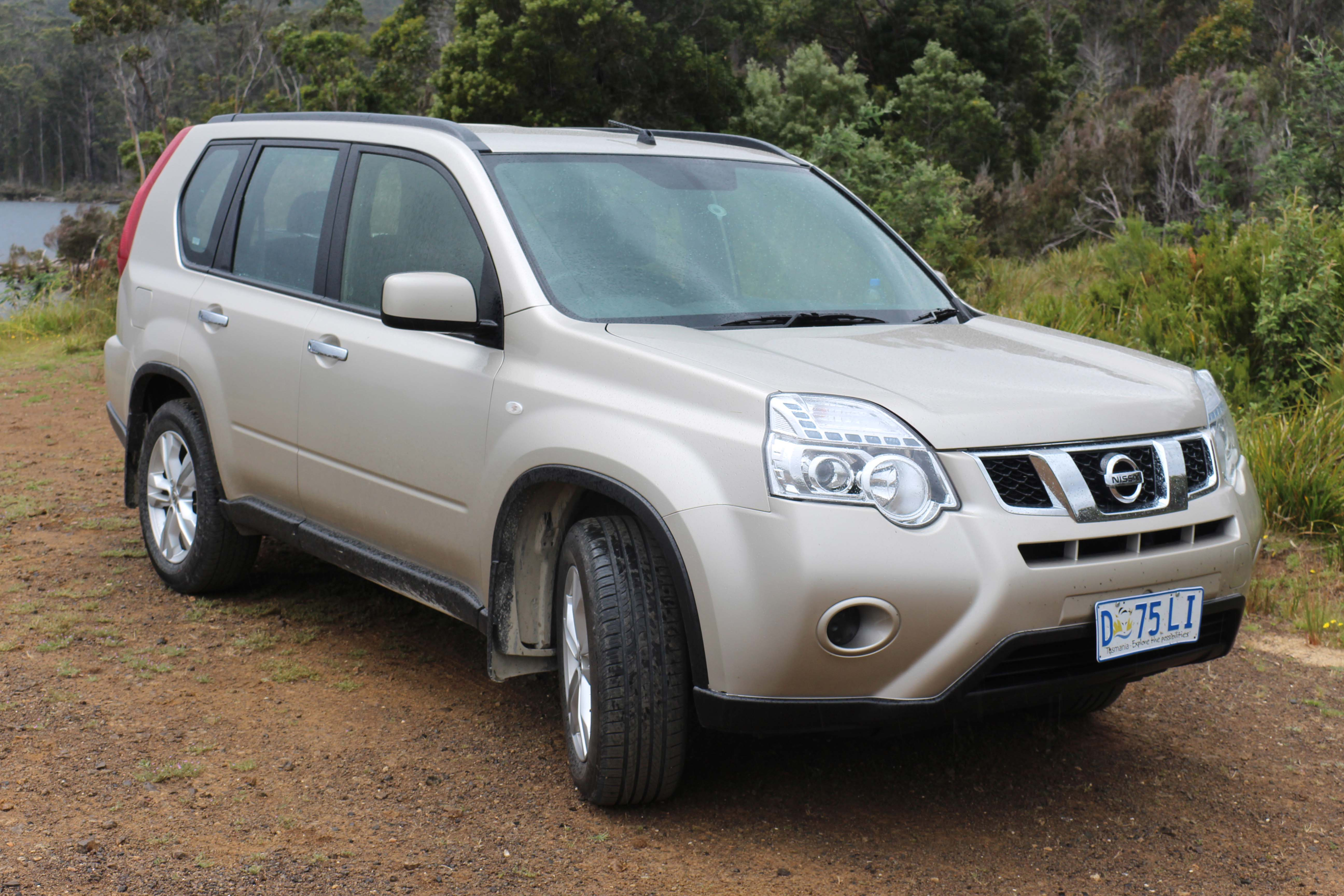
Nissan-XTrail II serie (T31)

La nuova versione, denominata T31 è stata presentata al Salone dell'automobile di Ginevra del 2007 e messa in vendita pochi mesi dopo. Le dimensioni sono leggermente aumentate sia per quanto riguarda la lunghezza sia per la larghezza mentre la gamma di motorizzazioni disponibile, abbinata o a un cambio manuale a sei marce o a uno a trasmissione continua M-CVT, è stata leggermente ridotta.
L'X-Trail è dotato del sistema di trazione intelligente NISSAN "all mode 4x4i", nonché del sistema di antiarretramento in salita e di assistenza alla discesa.
Anche i livelli di allestimento sono stati ridotti e ridenominati: ne sono disponibili 3 con le sigle "XE", "SE" e "LE" con equipaggiamenti man mano più completi.

### Restyling 2011

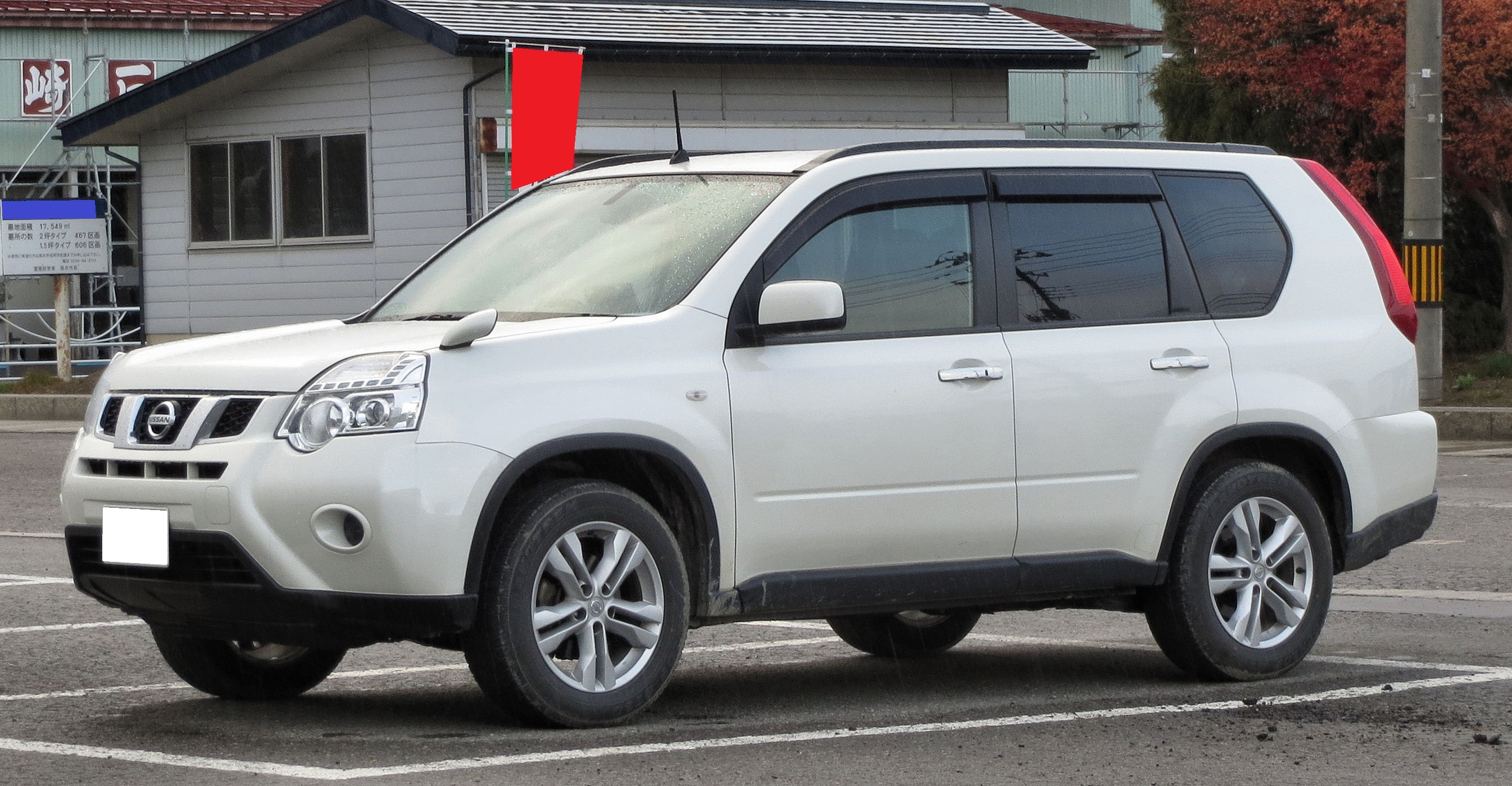
Nissan X-Trail restyling

Il restyling del 2011 ha interessato il frontale, i fari posteriori ora a LED, il disegno dei cerchi in lega, dei sedili interni e del quadro strumenti. Il motore proposto a partire dal 2011 insieme al restyling è il singolo 2.0 dci 150 CV più fortunato nelle vendite rispetto al più potente 2.0 dci da 173 CV.
Anche la seconda serie di X-Trail è stata sottoposta nel 2007 ai test EuroNCAP, raggiungendo una seconda volta, anche con i nuovi parametri di prove, il risultato di 4 stelle.

### Motorizzazioni
| Modello     | Disponibilità    | Motore | Cilindrata (cm³) | Potenza max     | Coppia max (Nm) | Emissioni CO2 (g/km) | 0–100 km/h (secondi) | Velocità max (km/h) | Consumo medio (km/l) |
| 2.0 dCi DPF | dal 2007 al 2014 | Diesel | 1995             | 110 kW (150 CV) | 320             | 168                  | 11,2                 | 190                 | 15,6                 |

## Terza serie (2014-2020)

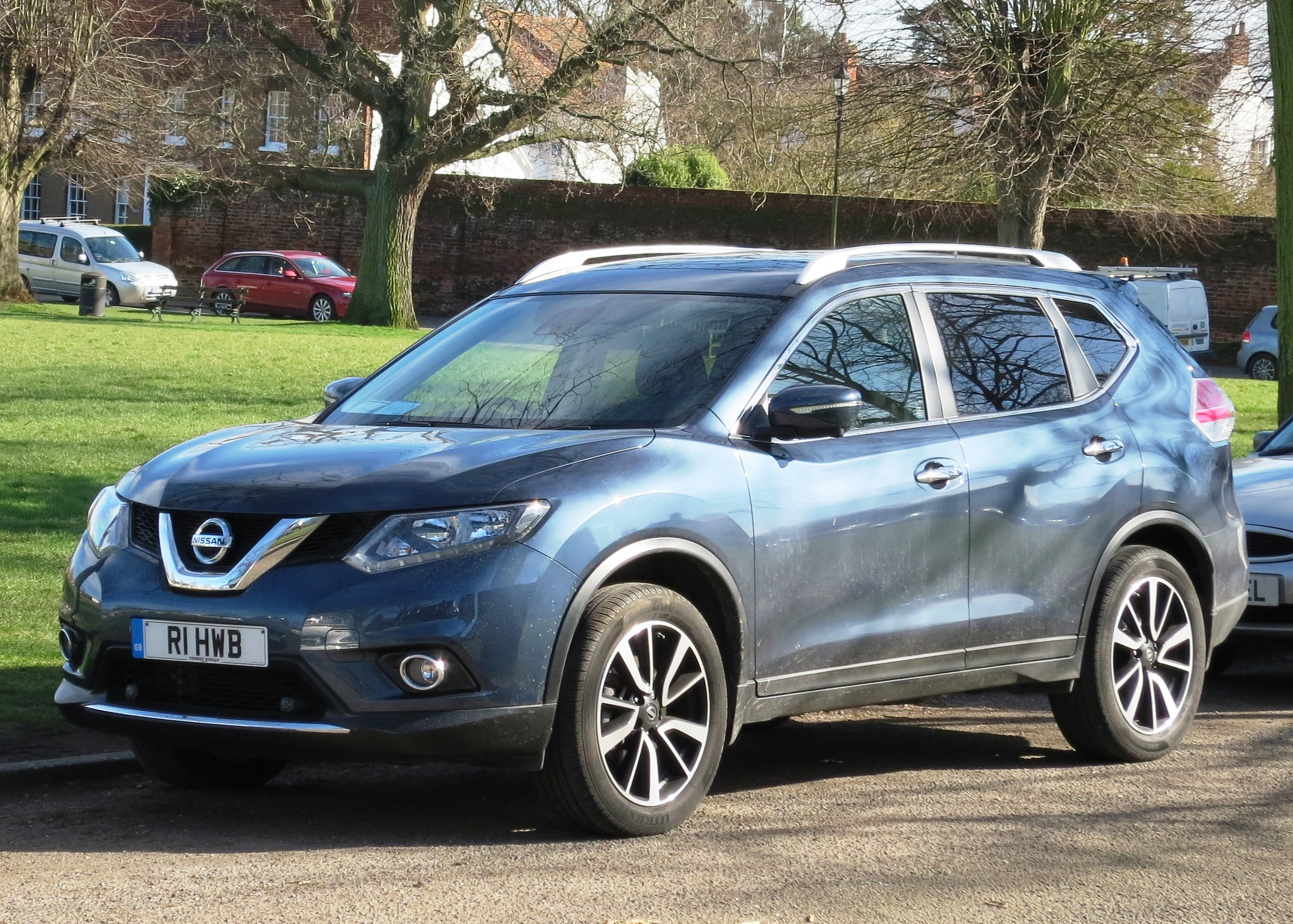
Nissan X-Trail III serie (T32)

Al salone di Francoforte del 2013 viene messa sul mercato la terza generazione denominata T32 che va a sostituire la Qashqai +2, la versione a sette posti del SUV compatto giapponese. La nuova generazione non è più caratterizzata dal design spigoloso, ma si basa su un look più contemporaneo e sportivo. Infatti dalla nuova generazione la Nissan X-Trail offre in opzione anche la configurazione a sette posti. Nel 2014 è stata anche sottoposta al crash test Euro NCAP ottenendo 5 stelle. La produzione è terminata nel 2020.

### Restyling 2017

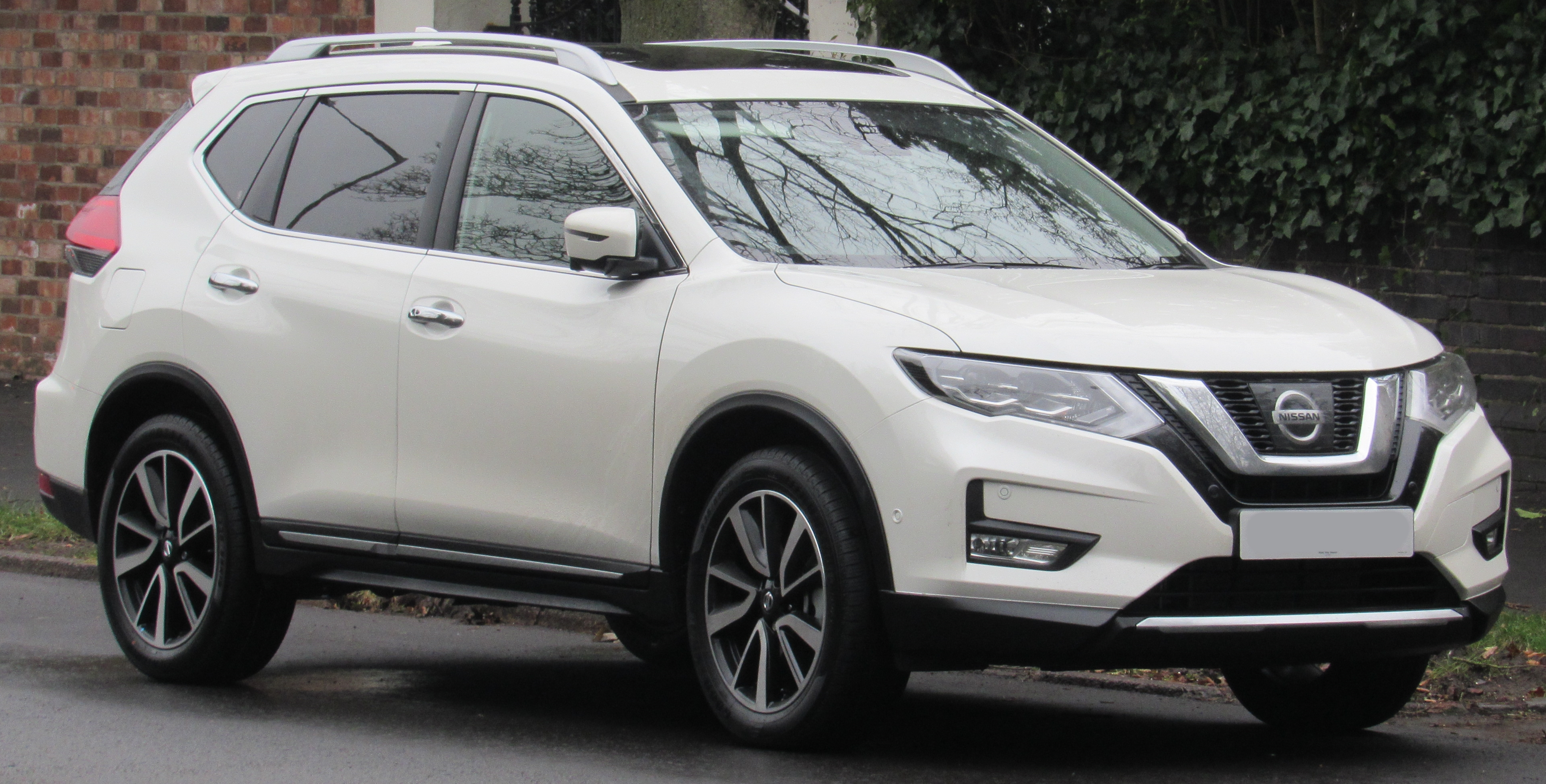
Nissan X-Trail restyling

Per il 2017, la Nissan X-Trail è stata rinnovata, con fari e luci posteriori ridisegnati che includono, proiettori a doppio proiettore a LED ridisegnati con scarica ad alta intensità e luci diurne a LED, ora disponibili sugli allestimenti SL con il pacchetto Premium, mentre I livelli di allestimento S, SV e i livelli di allestimento SL senza pacchetto Premium offrono fari alogeni con luci di marcia diurna a LED e luci posteriori a LED sono disponibili su tutti i livelli di allestimento.

### Motorizzazioni
| Modello   | Disponibilità           | Motore  | Cilindrata (cm³) | Potenza max     | Coppia max (Nm) | Emissioni CO2 (g/km) | 0–100 km/h (secondi) | Velocità max (km/h) | Consumo medio (km/l) |
| 1.3 DIG-T | dal 01/2019 al 12/2020  | Benzina | 1332             | 117 kW (160 CV) | 270             | 145                  | 11,5                 | 198                 | 6,3-6,8              |
| 1.6 DIG-T | dal 07/2014 al 08/2018  | Benzina | 1618             | 120 kW (163 CV) | 240             | 145-149              | 9,7                  | 200                 | 6,2-6,4              |
| 1.6 dCi   | dal 09/2015 al 08/2018  | Diesel  | 1598             | 96 kW (130 CV)  | 320             | 129-133              | 10,5                 | 188                 | 4,9-5,3              |
| 1.7 dCi   | dal 01/2019 al 12/2020  | Diesel  | 1749             | 110 kW (150 CV) | 340             | 137-143              | 10,7                 | 194                 | 5,2-5,4              |
| 2.0 dCi   | dall'11/2016 al 08/2018 | Diesel  | 1995             | 130 kW (177 CV) | 380             | 149-153              | 9,4-10,0             | 200                 | 5,6-5,8              |

## Quarta serie (dal 2021)

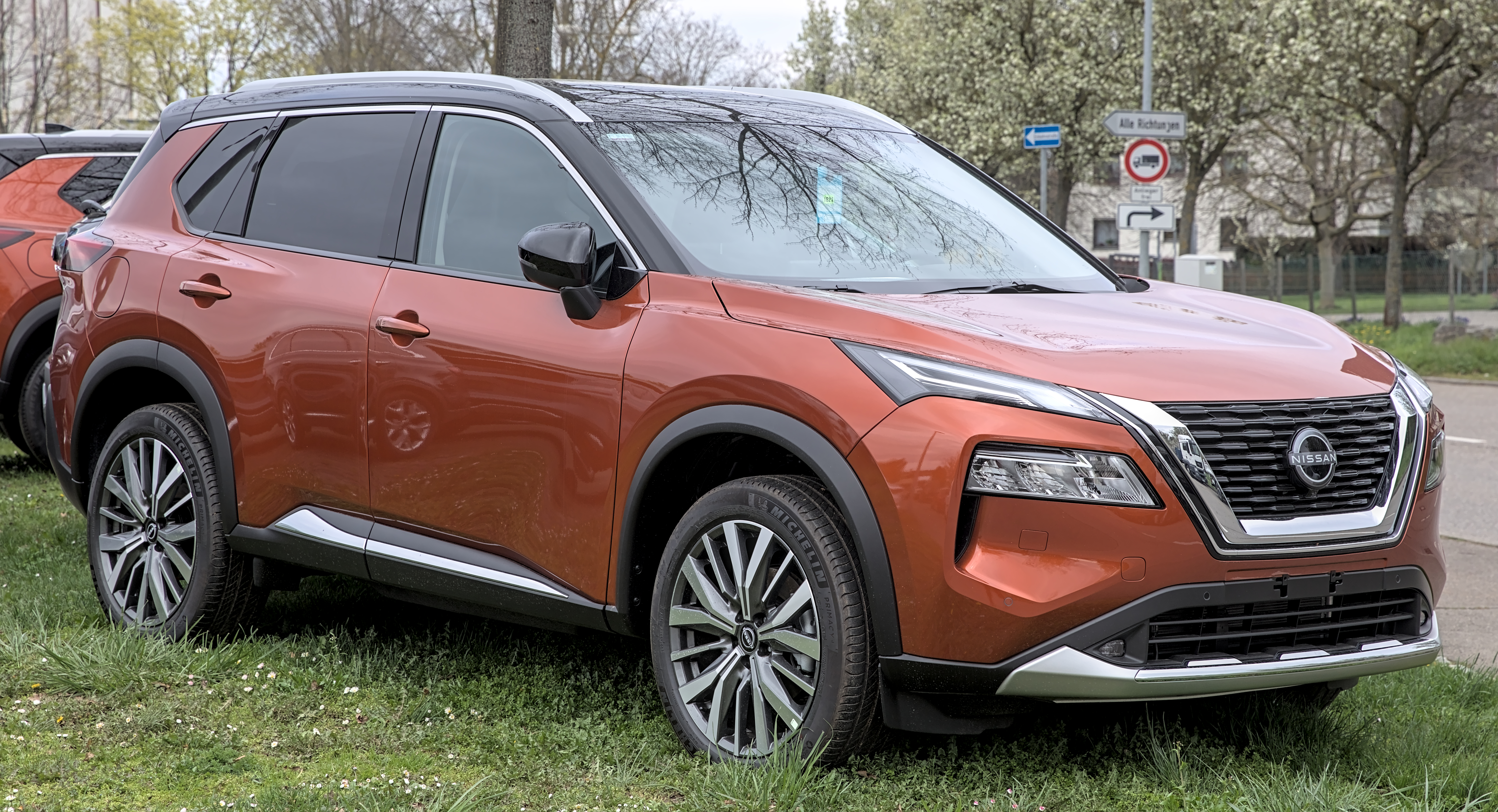
Nissan X-Trail IV serie (T33)

L'X-Trail di quarta generazione è stata presentata al salone dell'Auto di Shanghai il 19 aprile 2021, quasi un anno dopo il lancio nel giugno 2020 della sua controparte Nissan Rogue in Nord America. Sull mercato europeo ha esordito nell'estate del 2022. Questa generazione realizzata sulla Piattaforma Renault-Nissan CMF-CD, è stata sviluppata insieme alla Mitsubishi e condivide molte componenti con la Mitsubishi Outlander di quarta generazione.
Per il modello e-Power, il sistema combina il motore benzina a tre cilindri VC-Turbo da 1,5 litri con rapporto di compressione variabile con il propulsore ibrido della serie e-Power di seconda generazione. Si dice che il sistema ibrido di seconda generazione sia migliorato in termini di "potenza, fluidità e silenziosità" rispetto al suo predecessore. Per questa generazione non è disponibile alcuna opzione con motore diesel.